# Stenorrhynchos vaginatum
Stenorrhynchos vaginatum là một loài thực vật có hoa trong họ Lan. Loài này được (Kunth) Spreng. miêu tả khoa học đầu tiên năm 1826.